# Humboldt—Melfort
Pour les articles homonymes, voir Humboldt.
Humboldt—Melfort (aussi connue sous le nom de Humboldt—Melfort—Tisdale) fut une circonscription électorale fédérale de la Saskatchewan, représentée de 1953 à 1968.
La circonscription d'Humboldt—Melfort a été créée en 1952 avec des parties d'Humboldt, Melfort et Yorkton. En 1961, la circonscription devint Humboldt—Melfort—Tisdale. Abolie en 1966, elle fut redistribuée parmi Mackenzie, Prince Albert, Regina-Est, Regina—Lake Centre et Saskatoon—Humboldt. 

## Députés
1. 1953-1958 — Hugh Alexander Bryson, CCF
2. 1958-1968 — Reynold Rapp, PC

- CCF = Co-Operative Commonwealth Federation
- PC = Parti progressiste-conservateur